# Палац Вайсенштайн

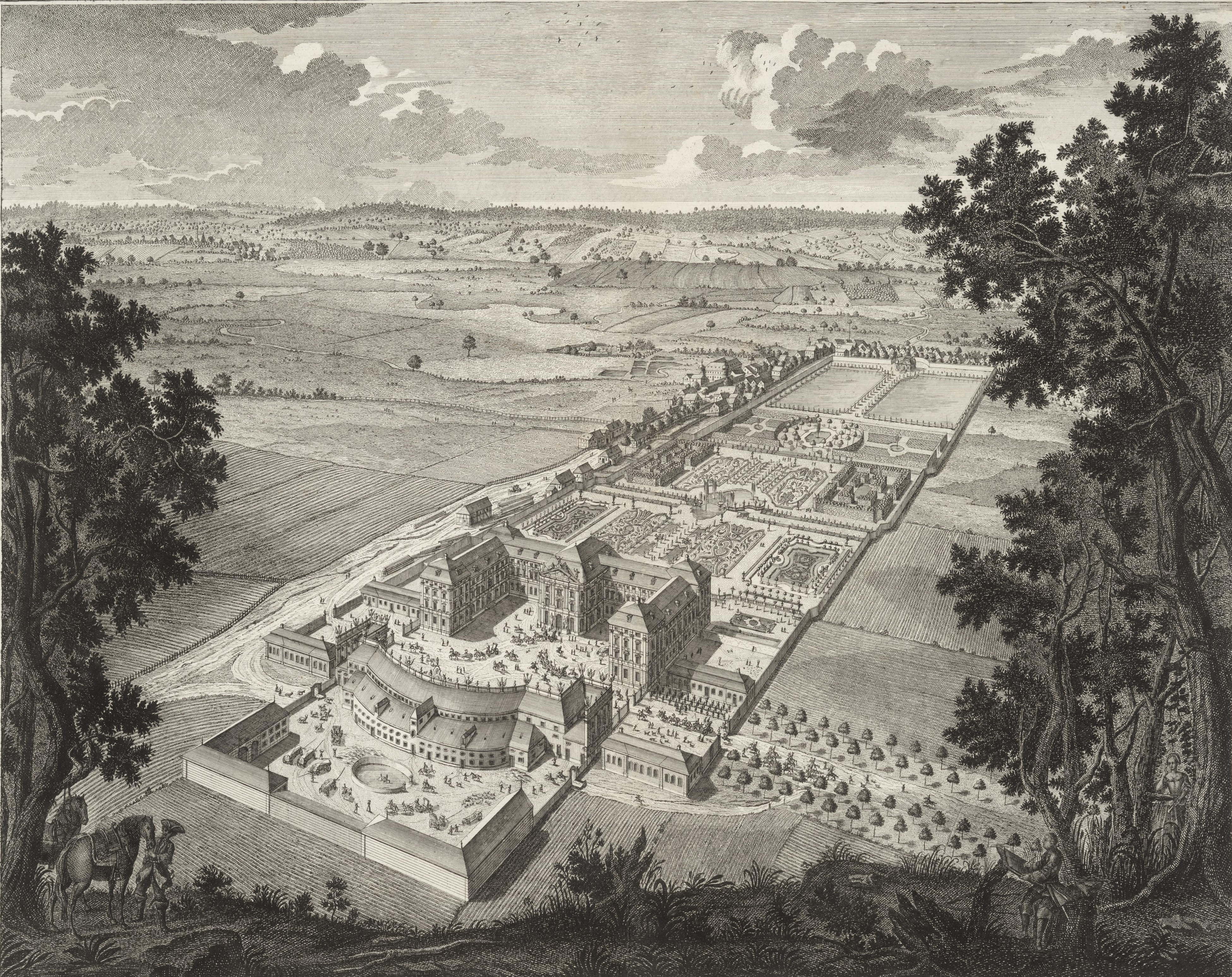
Палацово-парковий ансамбль Вайсенштайн, гравюра 1730-х років

Палац Вайсенштайн (нім. Schloss Weißenstein) — палац доби бароко в Баварії (оточений садом), приватна резиденція родини Шенборн.

## Замовник і архітектори
Замовником майбутнього палацово-паркового ансамблю був багатий представник місцевої родини Лотар Франц фон Шонборн, єпископ міста Бамберг та курфюрст міста Майнц. Його помічником був племінник, Карл фон Шонборн, обидва мали непогану освіту і були покровителями художників. Проєкт нового палацово-паркового комплексу доручили створити єпископському придворному архітекторові. Ним був Йоган Дінценгофер (1663-1726), що вже працював по замовам єпископа.
Поштовхом для будівництва стало обрання на престол імператора Карла VI, котрий нагородив єпископа 100000 гульденів. Вони і пішли на створення нової резиденції.
Створення нової і пишної резиденції викликало занепокоєння у єпископа. Він відіслав Йогана Дінценгофера у Відень до двору австрійського імператора на стажування. Архітектор спілкувався з уславленими столичними архітекторами, показував їм власні кресленики. За висновками спілкувань і консультацій йому надали своєрідний диплом, де позначили, що Йоган Дінценгофер відповідає всім вимогам до придворного архітектора і не потребує додаткового навчання і стажування у Відні. Лише консультантом проекту став імператорський архітектор Йоган Лукас фон Гільдебрандт.
Лотар Франц фон Шонборн успадкував малий замок неподалік села Поммерсфельден неподалік Бамберга. Він вважав заміський замок вертепом розбійників і волав покінчити з цим та створити там для себе і родини пишну літню резиденцію. За проектом мали збудувати палац, циркумференції з курдонером. Пишний фасад циркумференцій приховував від очей шляхетних замовників господарські споруди. Ансамбль мав центральну вісь, як то вже вимагали резиденції в стилі бароко. Рови навколо не були заповнені водою, обмежились кам'яними парканами по периметру всього комплексу.

## Будівництво, важливі дати, майстри
Незважаючи на низку офіційних посад, що мав Лотар Франц, він знаходив час для розглядання проєктів і постійно контролював саме будівництво. Серед його вимог було навіть створення прихистку для убогих як покажчик його християнських чеснот. Він писав власному племінникові, що це було би теж прикладом для нього, аби той робив щось корисне для краю.
Серед незвичного в палаці — велика зала для парадних сходів, створена на зразок внутрішнього двору італійського палацу з відкритими галереями, тільки під дахом. Це був перший подібний приклад у князівствах Німеччини того часу. Щось аналогічне мав лише палац Лувр короля Франції. Новий палац вибудували на узвищі, звідки відкривались краєвиди на долину річки Ебрах. Пишна резиденція в новій стилістиці потребувала цілу бригаду архітекторів, будівельників, скульпторів і художників-декораторів.
- 1711 року розпочали будівництво за первісним проектом Йогана Дінценгофера.
- 1715 року розпочали роботи по створенню паркового оточення. Сад бароко з фонтанами і партерами  почав облаштовувати Максиміліан фон Вельш (1671-1745).
- 1717 року заклали палацові стайні за проектом Максиміліана фон Вельша, виконробом був Йоган Дінценгофер.
- 1718 року начерно закінчили декорування в палаці. Палац і додаткові споруди вибудували з місцевого світлого пісковику. З нього ж створили і численні скульптурні оздоби. На ними працювали (за припущеннями) скульптор Ніколаус Рош та Букгард Заммельс.
- По смерті Лотара Франца резиденцію 1729 року успадкував Фрідріх Карл фон Шонборн. Він доручив створити план збільшення саду бароко архітекторові Бальтазару Нейману. За планом Неймана сад збільшили і облаштували до 1746 року.
- Господарські споруди комплексу будував єзуїт-священик і архітектор Ніколаус Лойсон (1676-1720).
- 1786 року сад бароко перетворили на модний пейзажний парк за англійськими зразками.

Важливі фрески в парадній залі сходинок створив художник Йоган Рудольф Бісс. Садову лоджію облаштував Джованні Франческо Марчіні. Родзинкою сада був Грот, один з небагатьох прикладів гротичної архітектури в князівствах Німеччини.
Про палац Вайсенштайн знав уславлений французький архітектор Жермен Бофран. Коли він оглянув споруду, то визнав, що подібного палацу у Франції не існує.

## Скульптурні оздоби

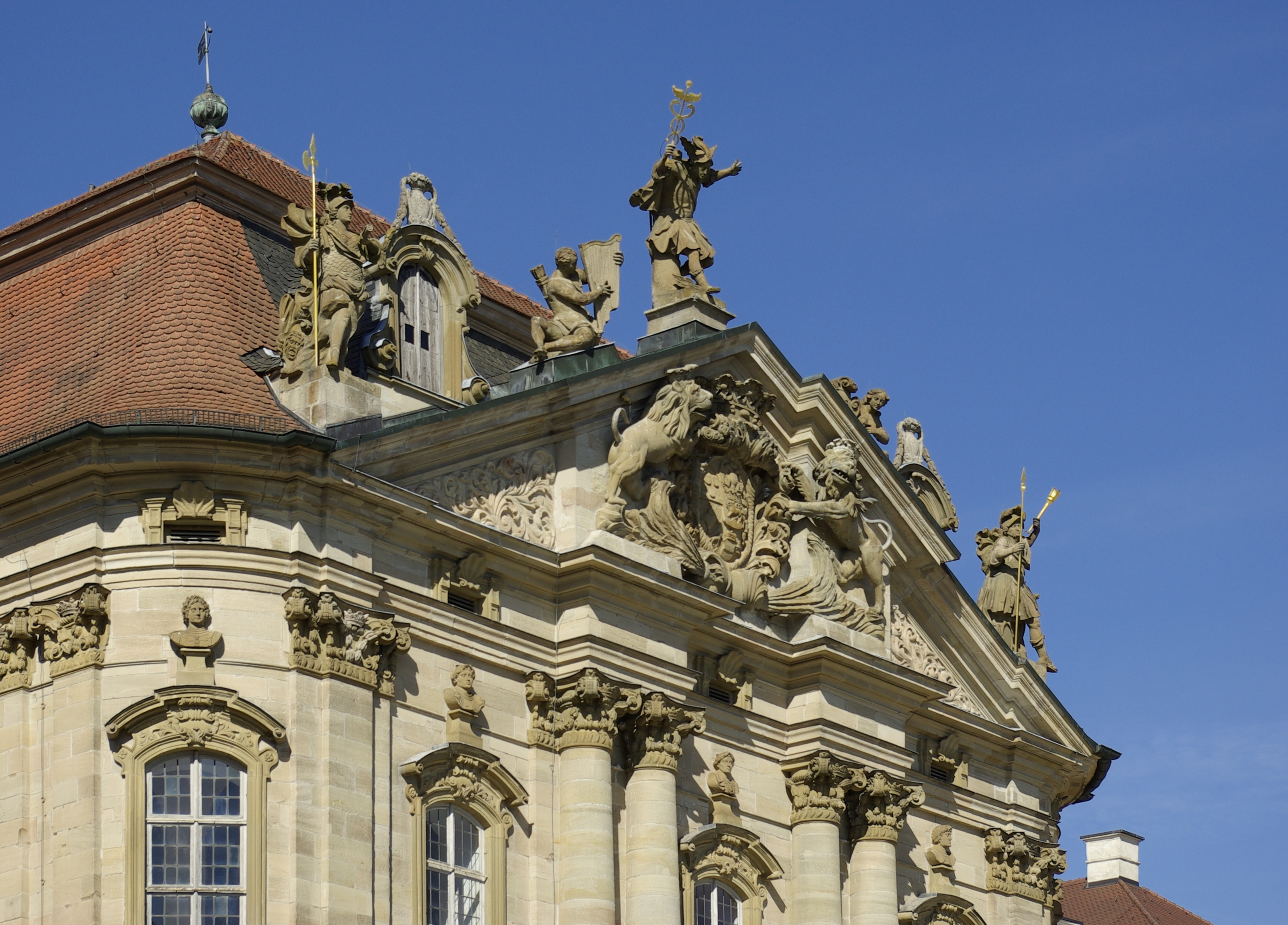
Скульптура на центральному ризаліті палацу
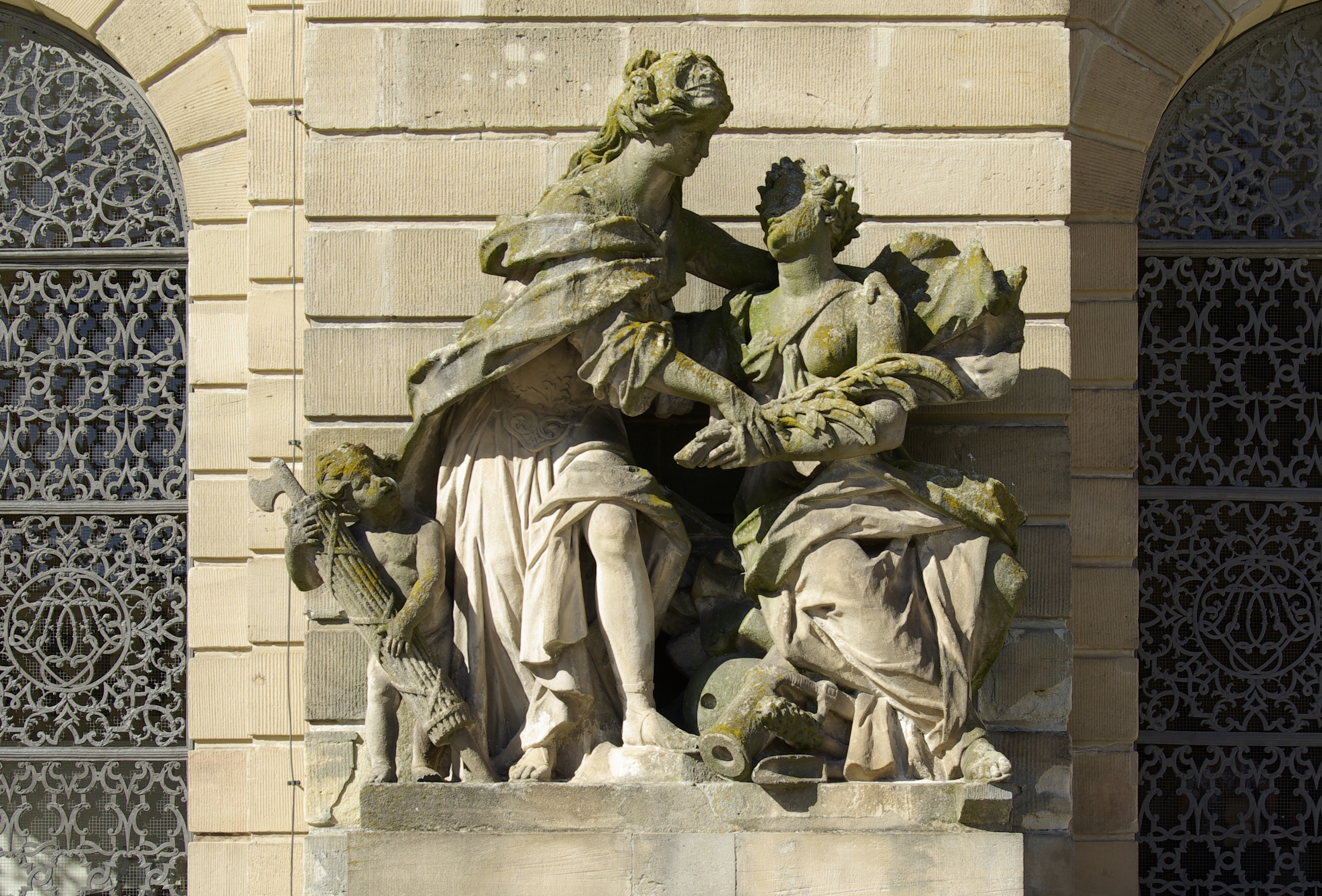
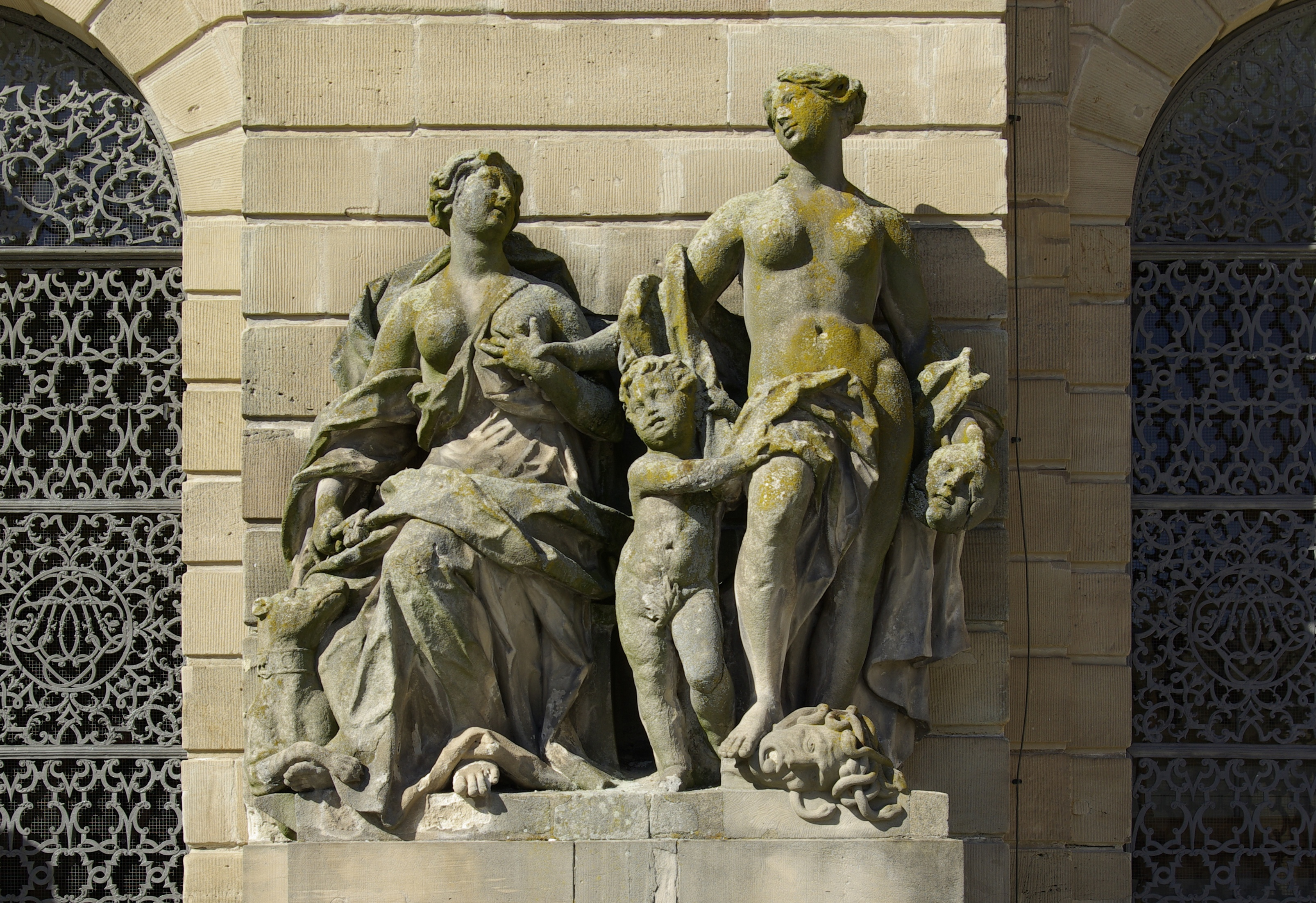
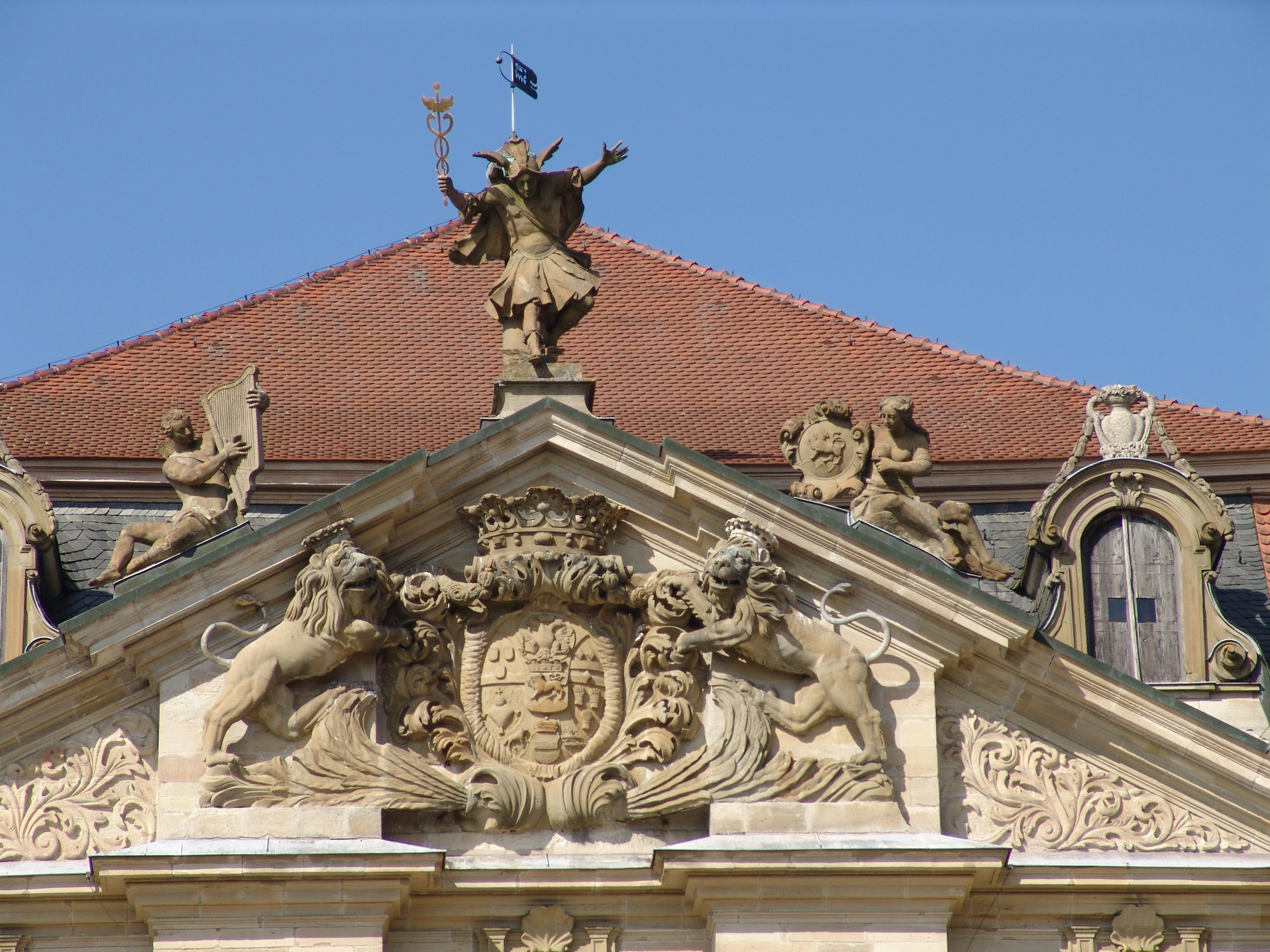

## Картинна галерея палацу
Палац магната вже не уявляли собі без бібліотеки та колекцій. Була облаштована палацова бібліотека, окрім котрої мали колекцію китайської порцеляни, фаянсів Дельфта та Італії, а також екзотичну на той час колекцію мушель південних морів. Порцеляну і мушлі володарям палацу привозили єзуїти, котрих підтримував єпископ.
Важливою складовою барокової резиденції була власна картинна галерея. Про неї подбали теж. Підсумком витрачених грошей та зусиль стала власна картинна галерея, де переважали твори майстрів бароко з невеликими домішками творів інших художників. Загальна кількість картин шість сотень (600).
Серед майстрів картинної галереї — 
- Антоніс ван Дейк
- Альбрехт Дюрер
- Георг Пенц
- Карло Дольчі
- Тиціан
- Адам Ельсгаймер
- Артемізія Джентілескі
- Герріт ван Гонтгорст та інші

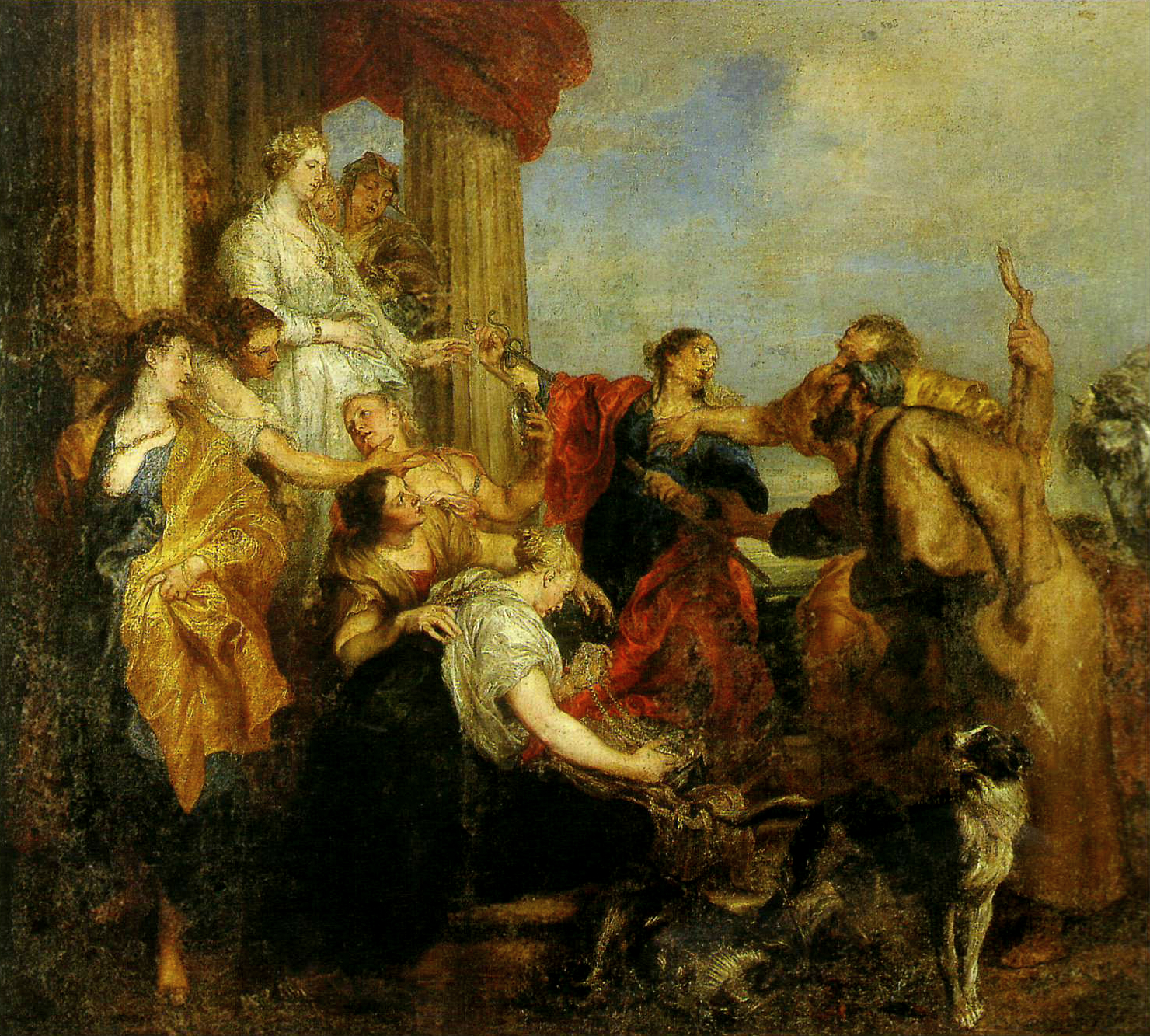
Антоніс ван Дейк. «Ахілл серед доньок Лікомеда», бл. 1629 р.
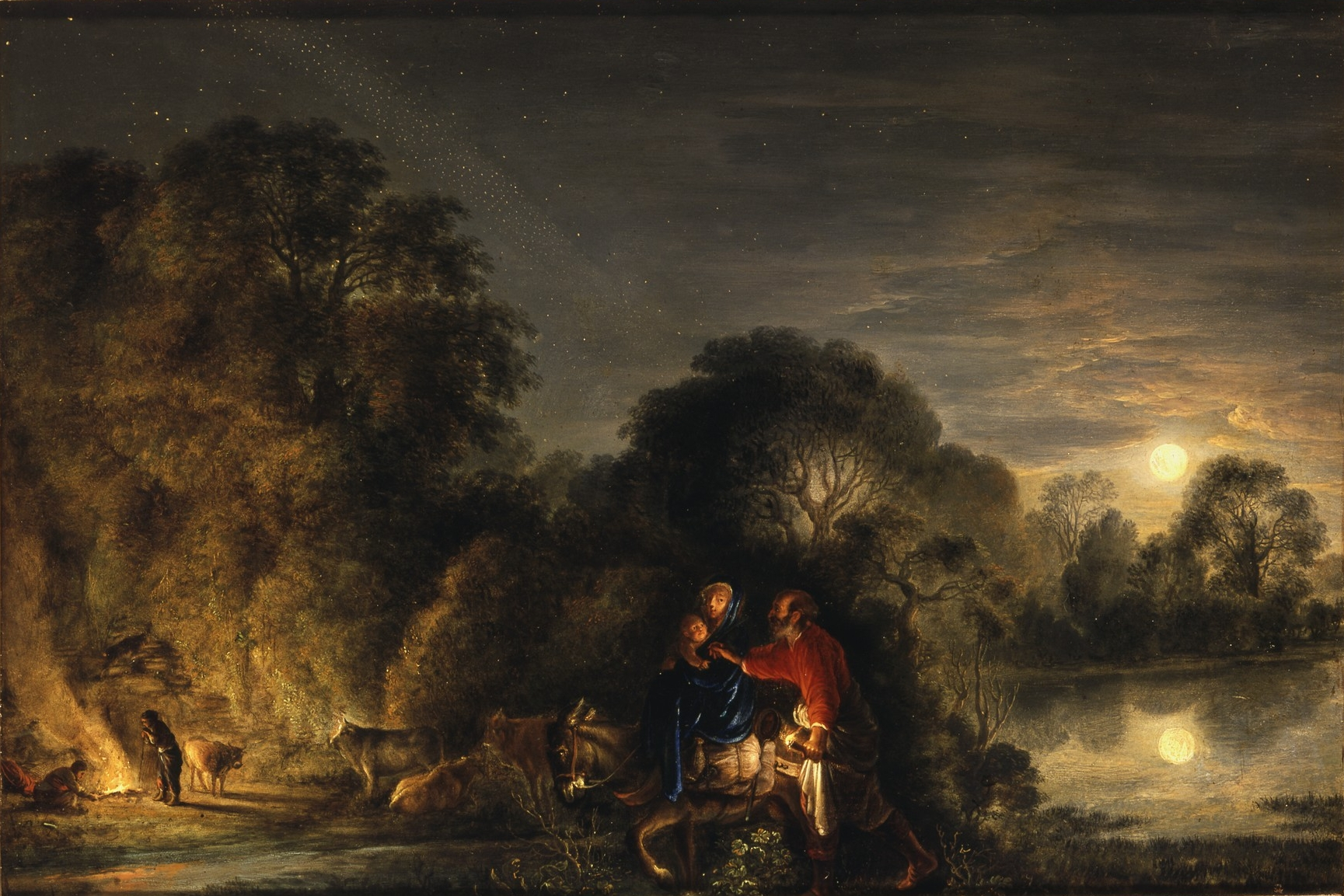
Адам Ельсгаймер. «Втеча Святої Родини в Єгипет»
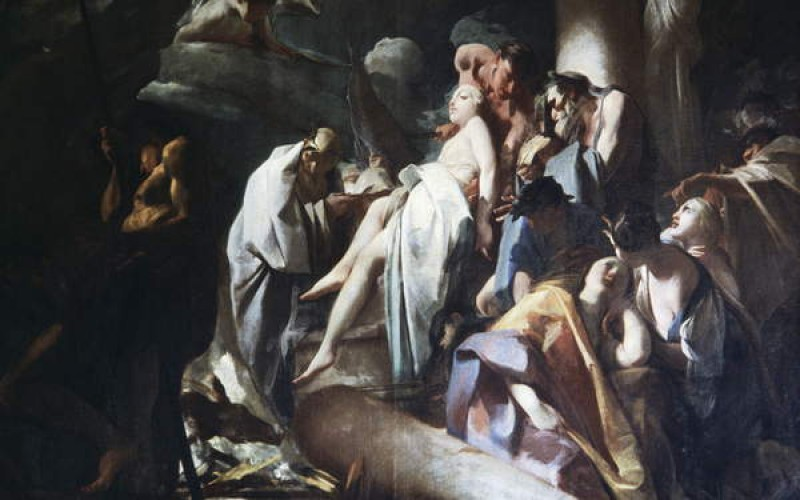
Федеріко Бенкович. «Жертвоприношення Іфігенії», 1715 р.
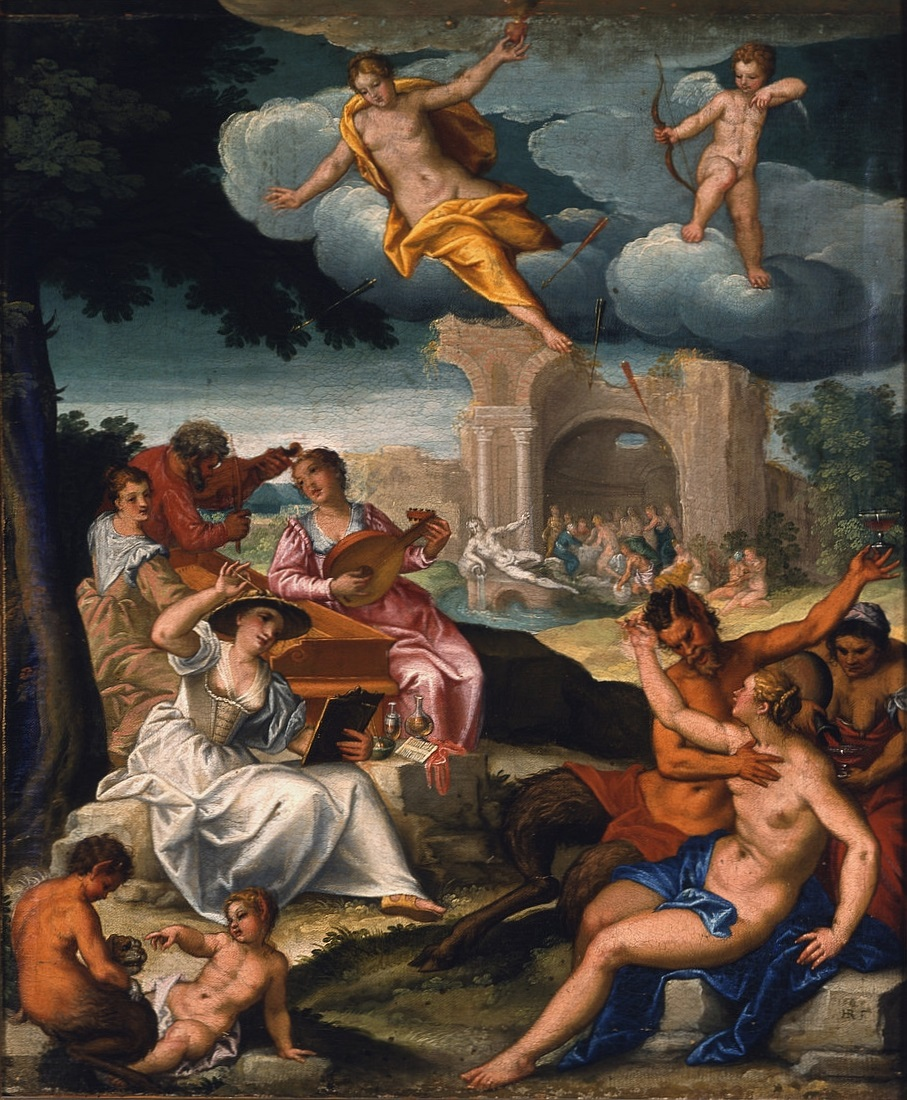
Ганс Роттенгаммер. «Міфічна золота доба людства»
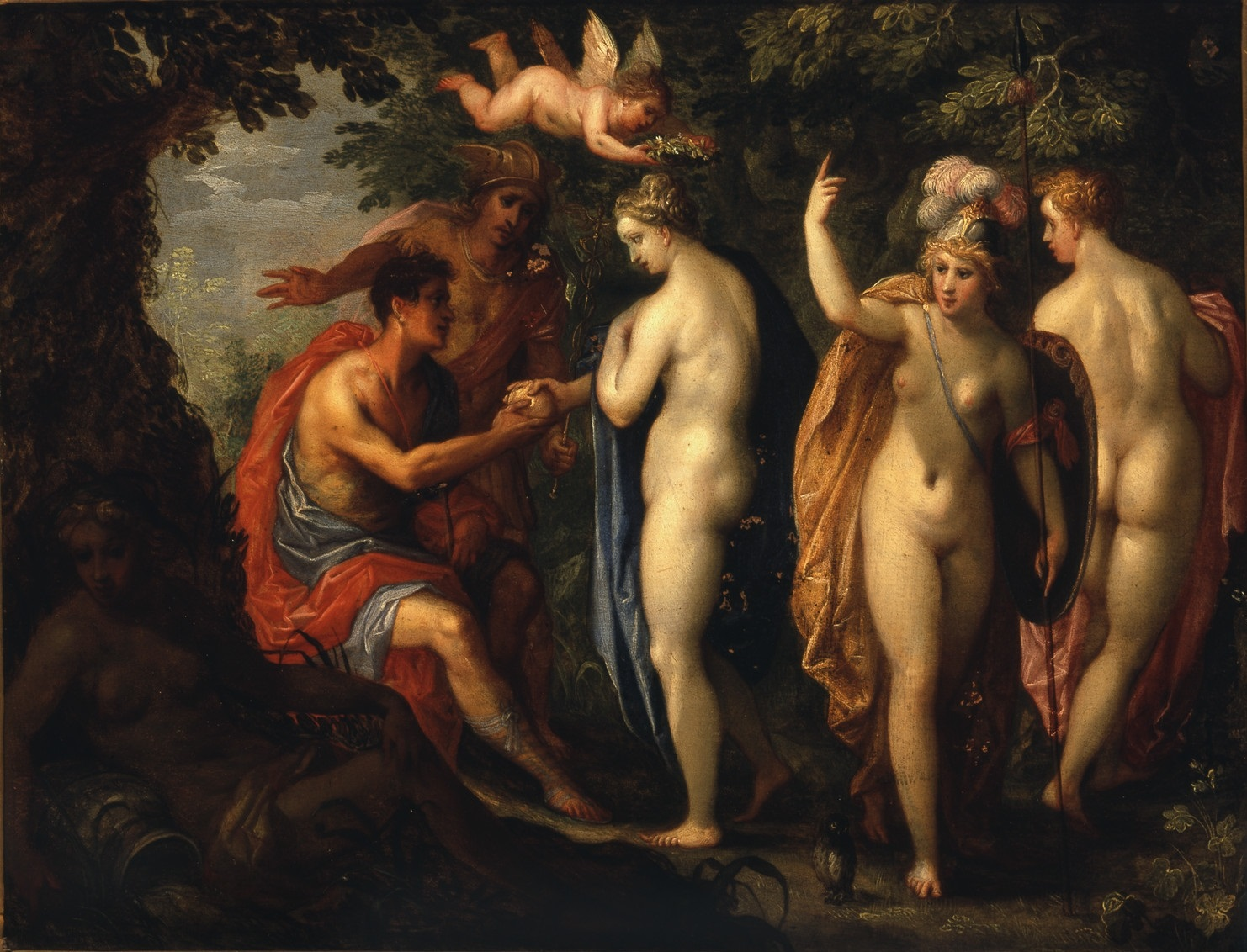
Ганс Роттенгаммер. «Парис обирає красунею Венеру»
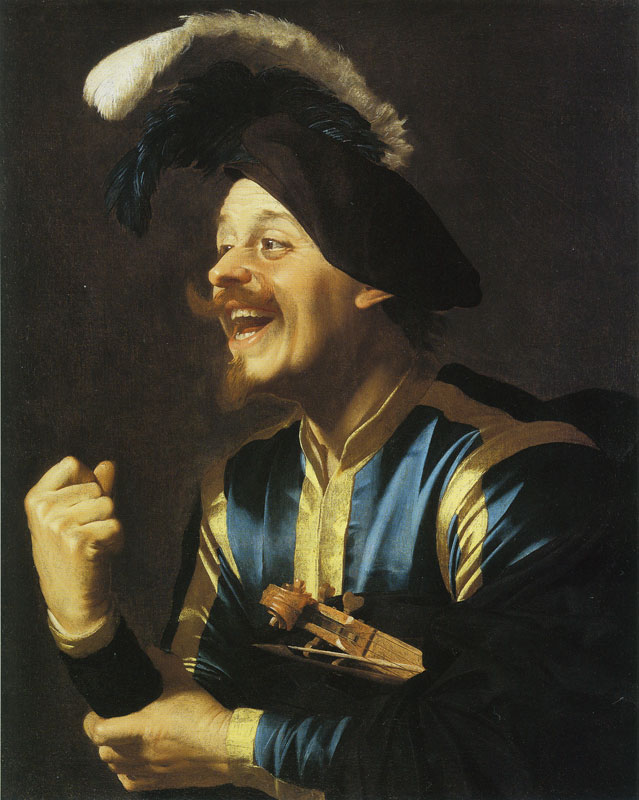
Герріт ван Гонтгорст. «Хвацький скрипаль, що сперечається»

## На початок 21 ст.
Реставраційні роботи проводили в ансамблі наприкінці XIX ст., потім у 1975 та у 2003 роках.
Палац Вайсенштайн залишається приватною власністю родини Шонборн, але його роблять доступним для відвідин в період з квітня до жовтня. Ще з 1958 року введена практика концертів старовинної музики в межах Коллегіум Музікум. Стежки парку доступні для прогулянок та бігу, хоча це лякає козуль, що мешкають в куточках парку на англійський манер. 
З 2005 року на території парку проводять також виставки-продажі. Для відвідувачів палацу облаштований готель у колишній палацовій оранжереї.

## Обрані фото (галерея)

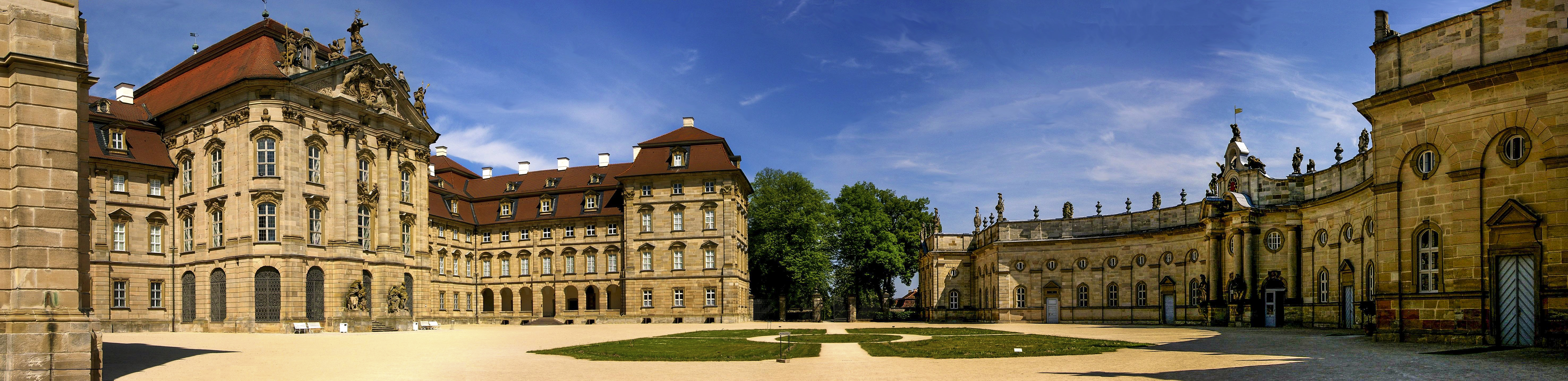
Палац Вайсенштайн, вигляд з курдонера на палац і циркумференції. Фото 2007 року.

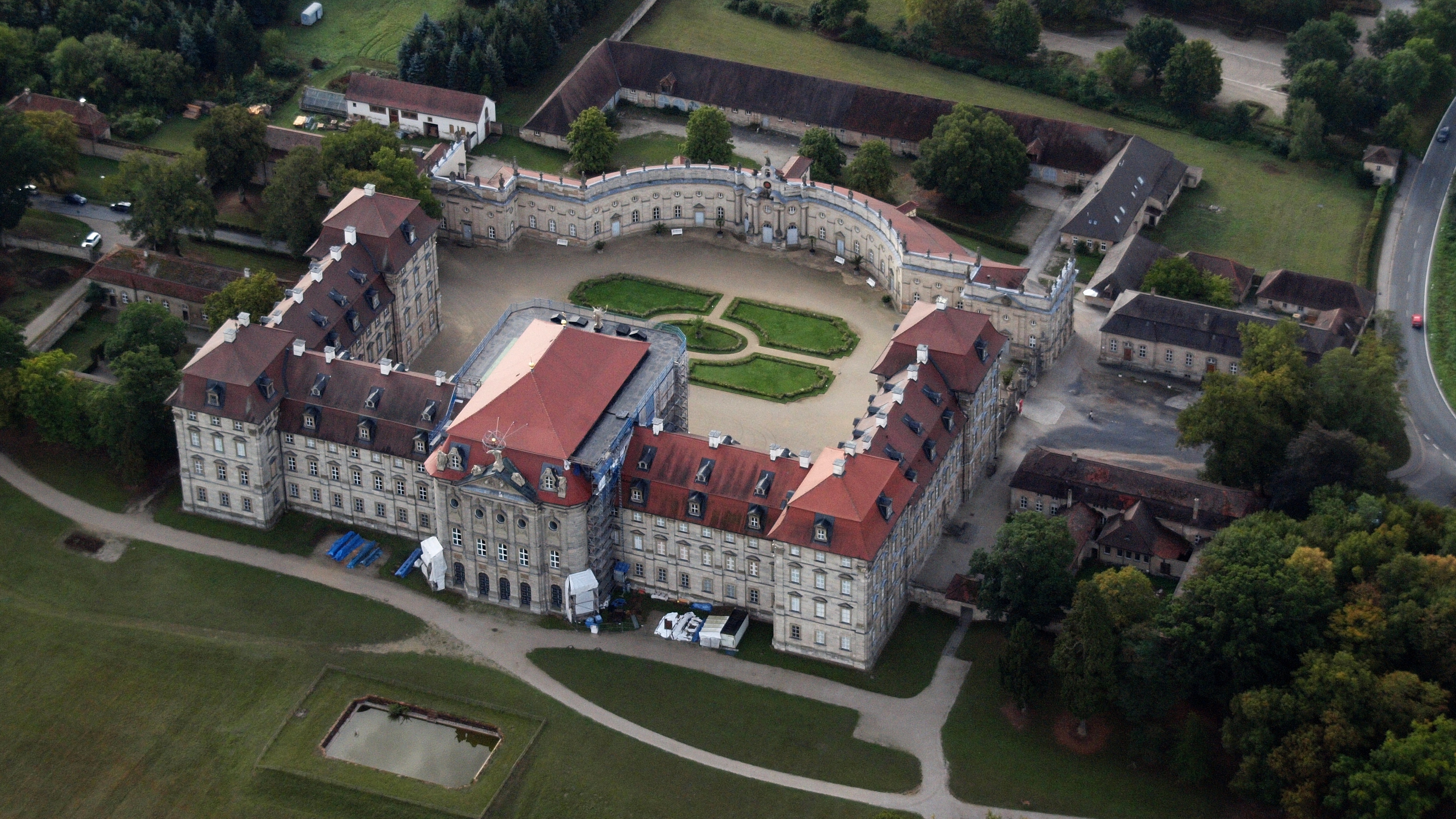
Вигляд палацу з неба після втрати саду бароко
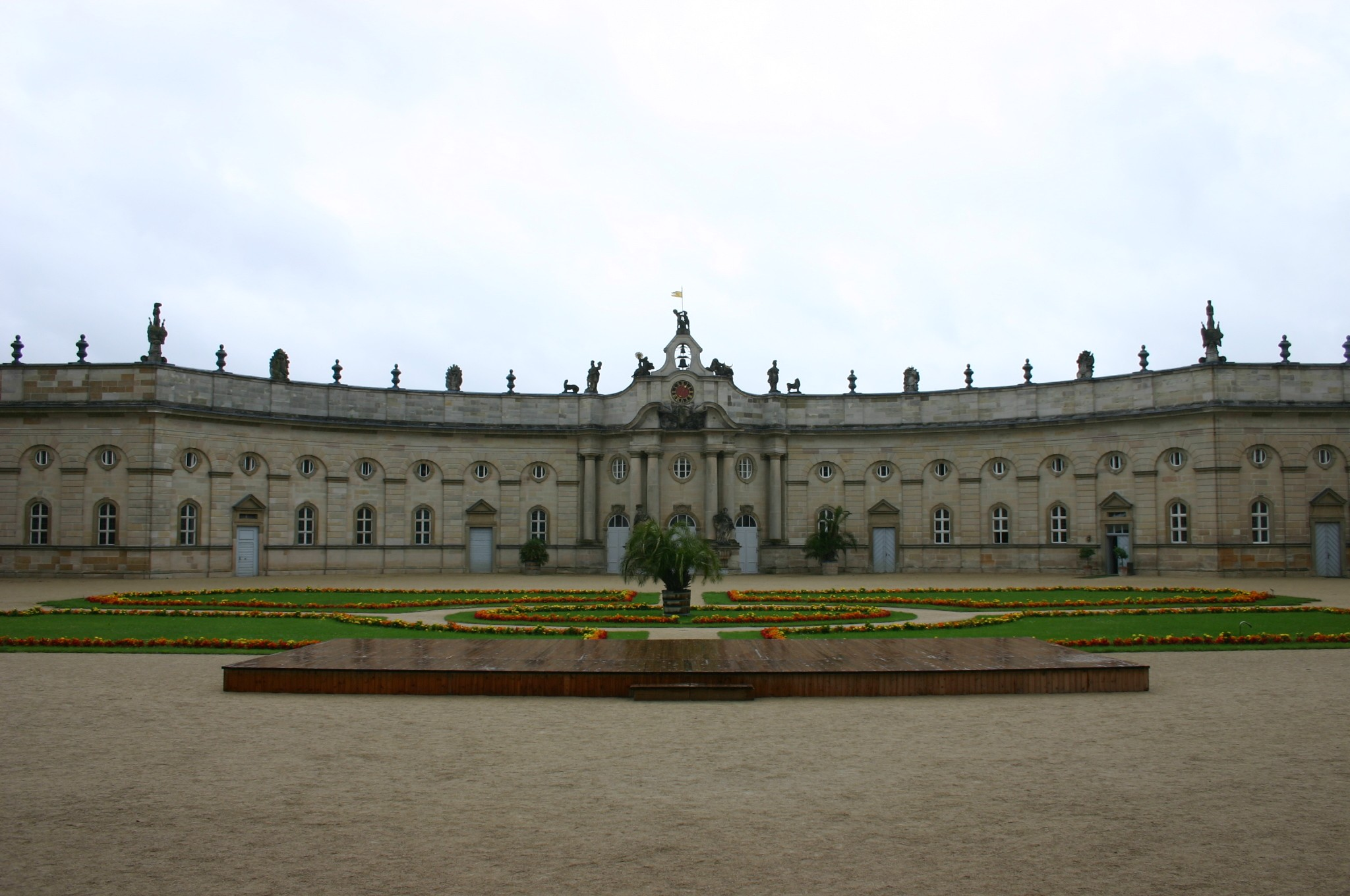
Фасад циркумференцій
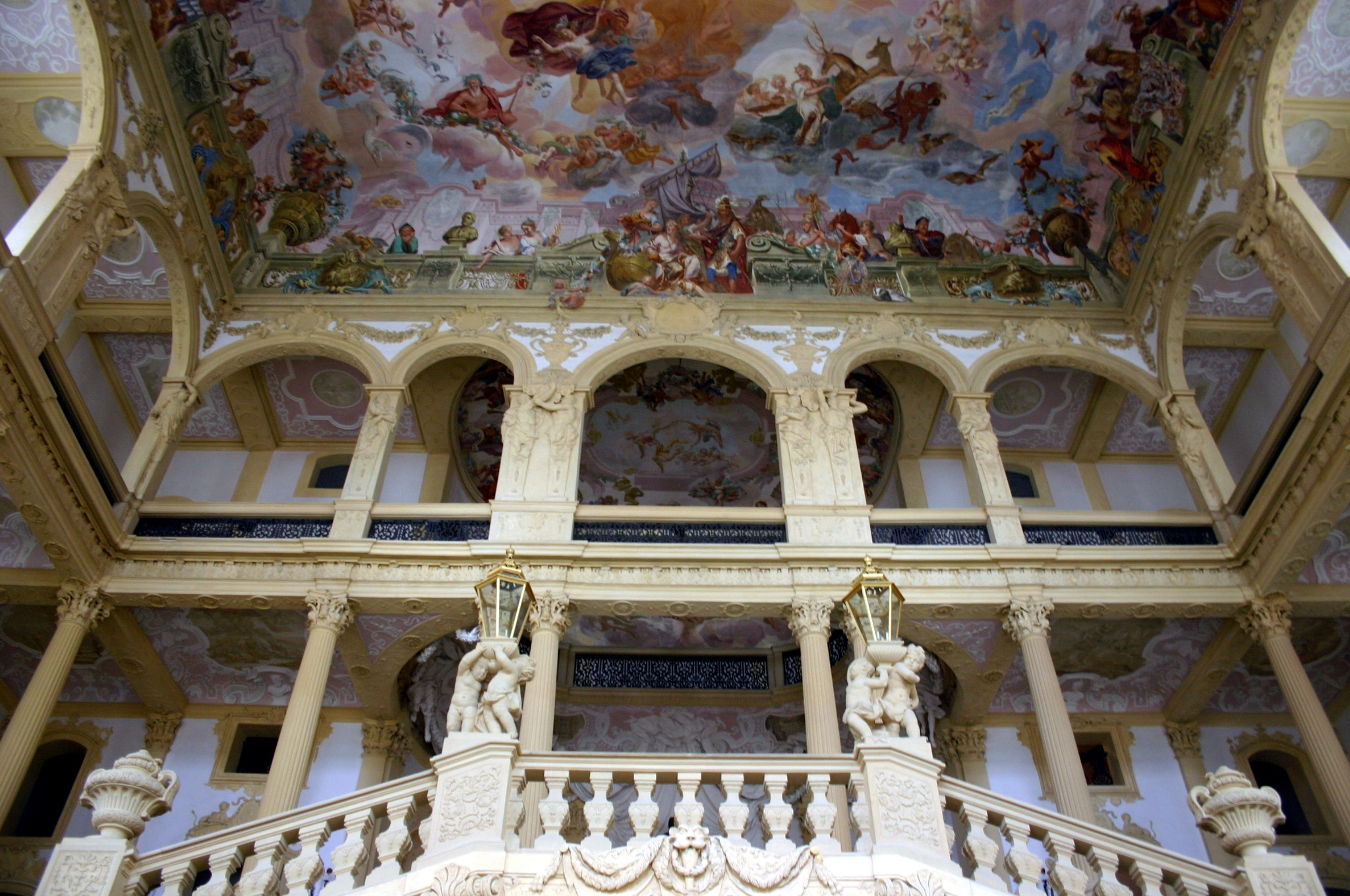
Зала парадних сходів
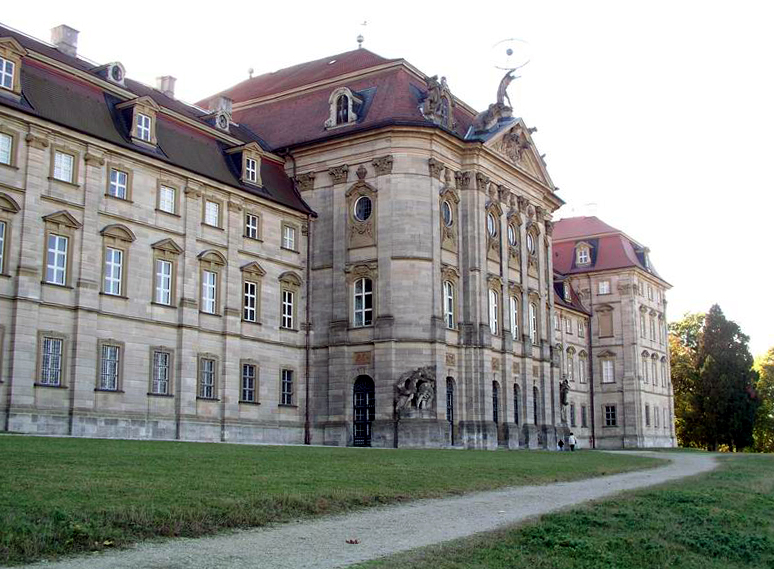
Садовий фасад палацу Вайсенштайн, фото 2003 року
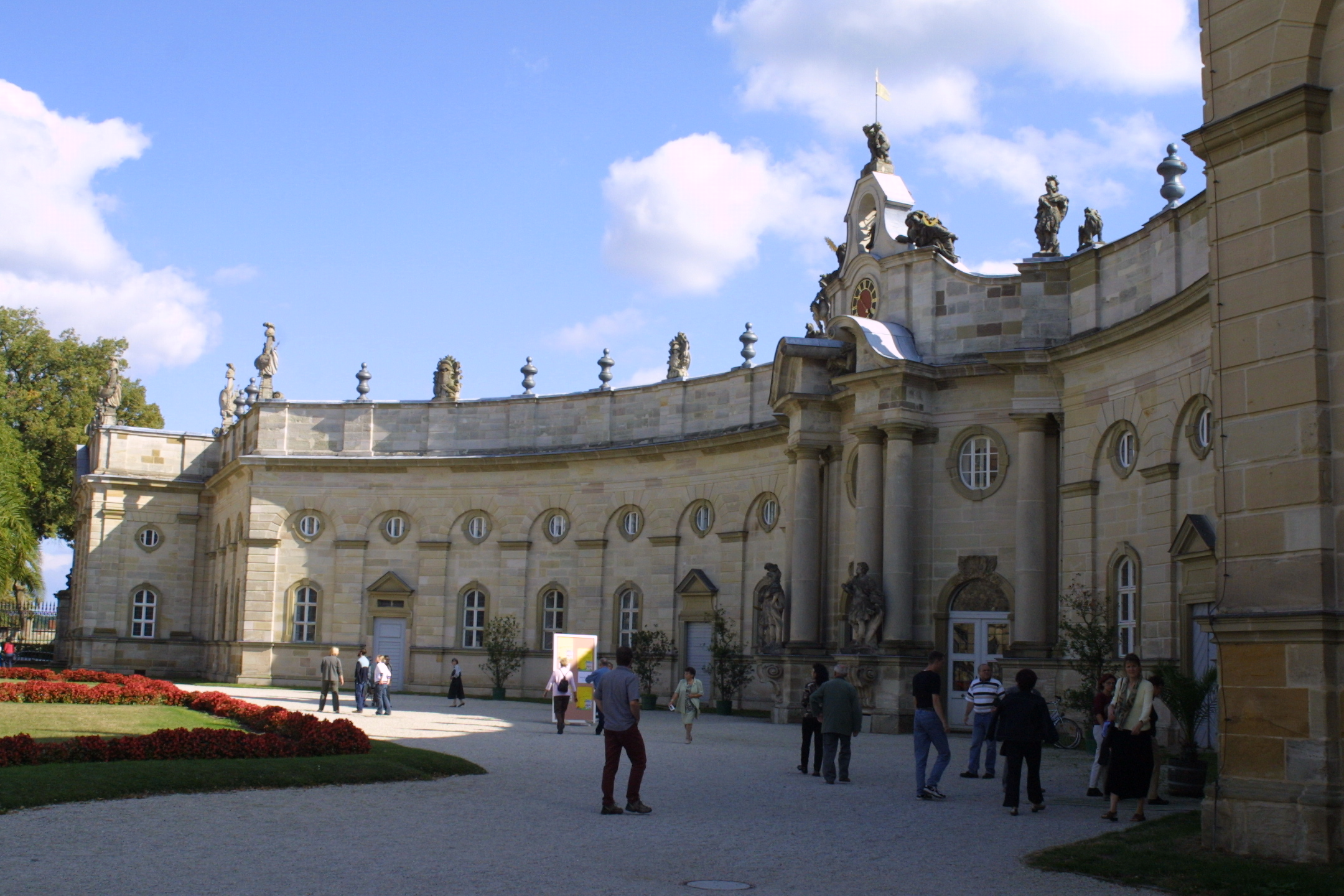
Стайні і каретні майстерні в циркумференції

## Церква палацу Вайсенштайн

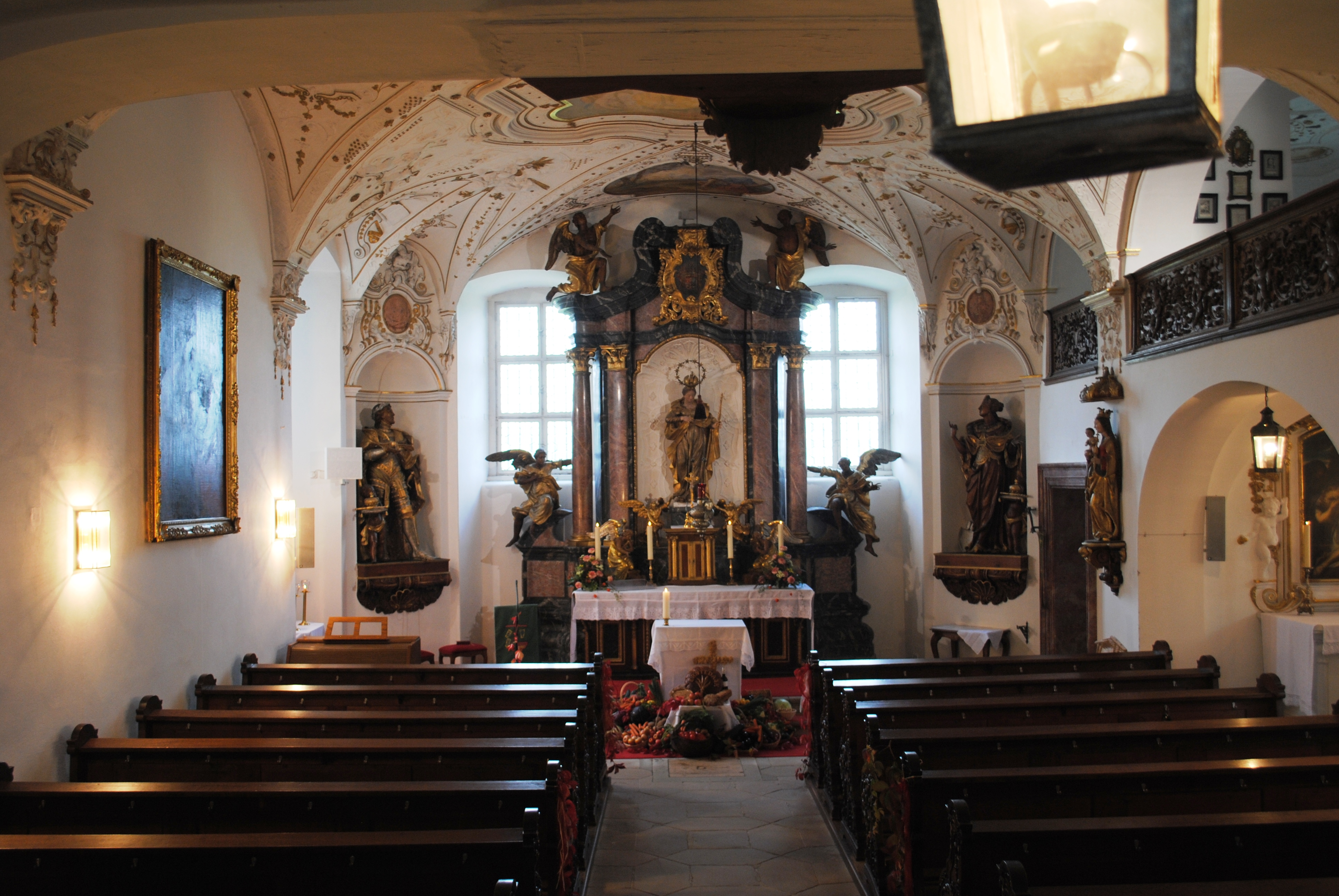
Церква палацу Вайсенштайн, вівтар

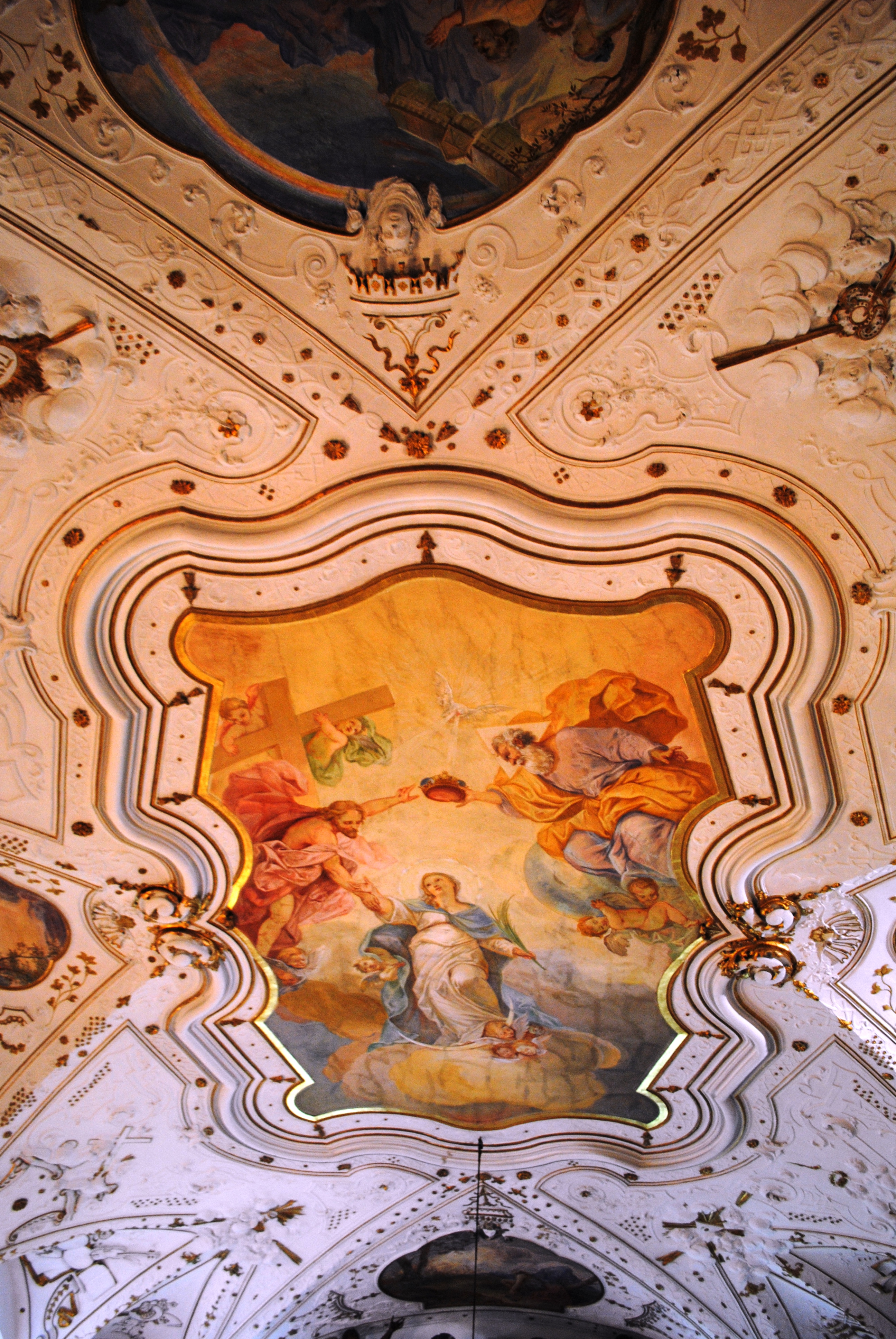
«Коронування Богородиці», художній плафон на стелі церкви
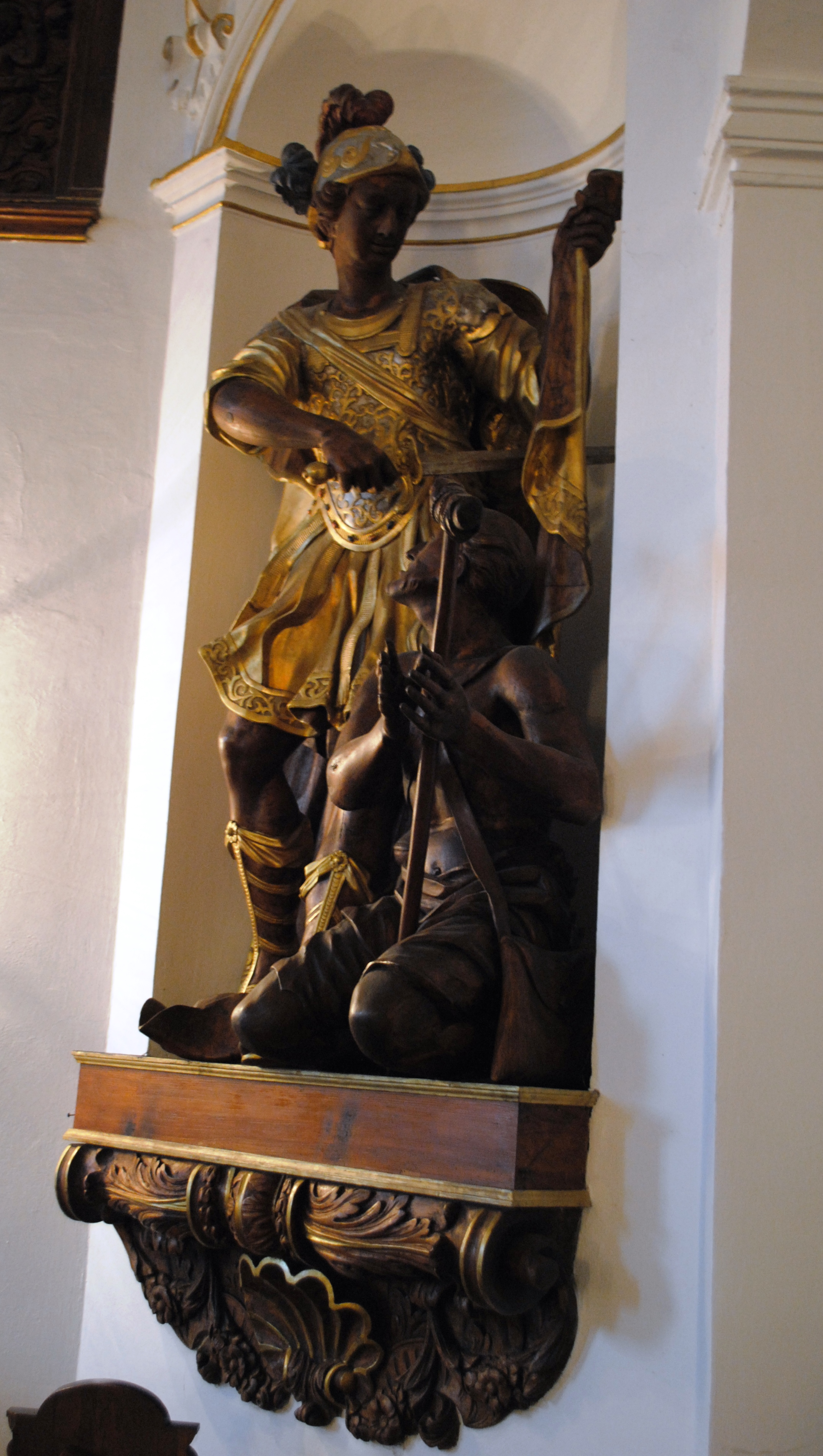
Св. Мартин і жебрак
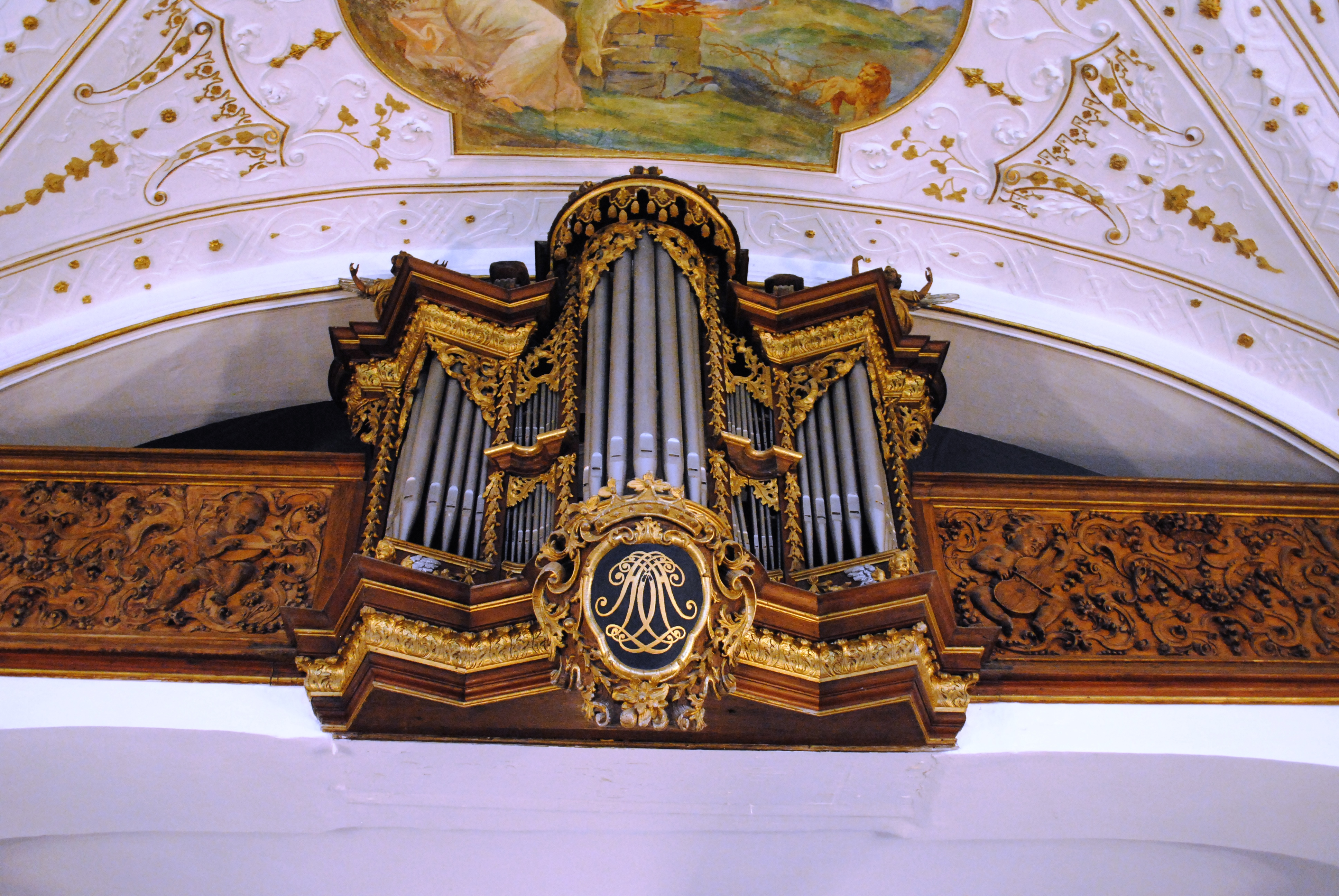
Орган палацової церкви
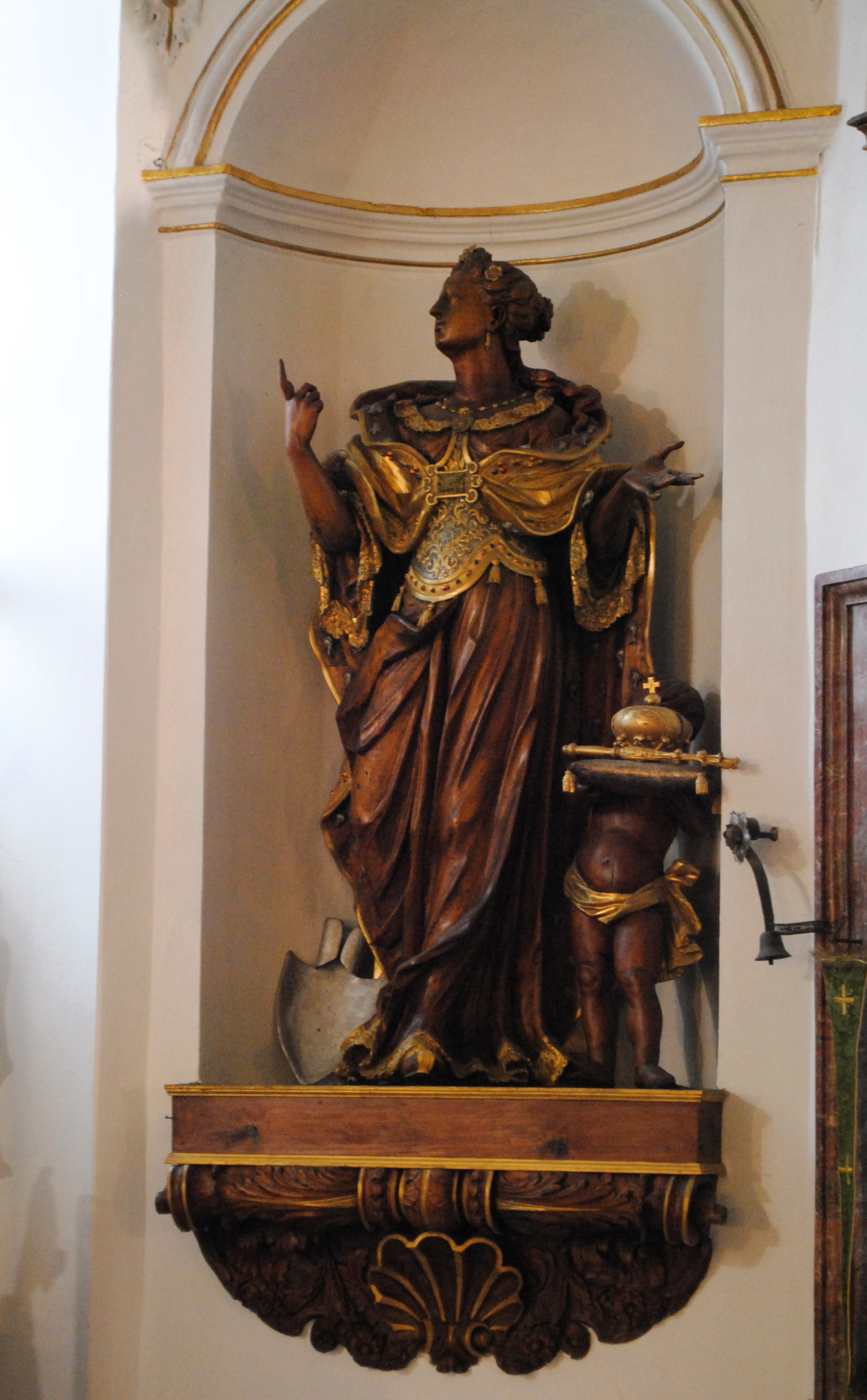
Фігура святої жінки